# Agustí Benedito i Benet
Agustí Benedito i Benet (Barcelona, 22 de juny de 1964) és un empresari català, especialment conegut per haver estat candidat a les eleccions presidencials del Futbol Club Barcelona el 2010 i el 2015 i per encapçalar un vot de censura contra la junta d'aquest mateix club presidida per Josep Maria Bartomeu el 2017.

## Inicis
Benedito cursà estudis de Dret a la Universitat de Barcelona i completà els seus estudis amb la realització, als Estats Units d'Amèrica, del Curs de Gestió de Concessionaris al General Motors Institute de Michigan i el Màster en Direcció d'Àrees Funcionals i Finances de l'Escola Superior d'Administració i Direcció d'Empreses de Barcelona.
Benedito s'incorporà a l'empresa familiar el 1986 i el 1992 ocupà el càrrec de director general del grup d'automoció Benedito, una xarxa de concessionaris i tallers d'automòbil amb més de 50.000 clients. Posteriorment la família Benedito vengué part de les empreses i des d'aleshores es dedica a la gestió del patrimoni i a l'assessorament d'empreses de capital familiar.
Quant a la política, fou militant d'Unió Democràtica de Catalunya, formant part de l'anomenat "sector crític" amb Duran i Lleida, fins que l'any 2002 va ser expulsat del partit per aquest motiu. S'ha mostrat obertament partidari de la independència de Catalunya.

## FC Barcelona
L'any 1997 fou membre de la candidatura d'Àngel Fernández a les eleccions del Futbol Club Barcelona i fou fundador de la plataforma l'Elefant Blau, promotora de la moció de censura al president Josep Lluís Núñez.
Des del 2003, sota la presidència de Laporta, fou membre de les comissions esportiva i social del Barça fins al març de 2009, en què dimití per desavinences amb el president Joan Laporta.

### Eleccions a la presidència del FC Barcelona del 2010
Agustí Benedito fou un dels 4 candidats que assoliren les signatures necessàries per participar en les eleccions a la presidència del FC Barcelona celebrades el 13 de juny de 2010. Sandro Rosell guanyà les eleccions amb un 61,35% dels vots, amb el suport de 35.021 socis. En segon lloc quedà Agustí Benedito amb el 14,09% de suports (8.044 vots), Marc Ingla fou el tercer, amb un 12,29% (7.014 vots), i Jaume Ferrer quedà en l'últim lloc, amb un 10,80% (6.168 vots).

### Eleccions a la presidència del FC Barcelona del 2015
El 2015 anuncià que es presentaria a les eleccions a la presidència del FC Barcelona de 2015, i anuncià una postura contrària a la renovació del contracte de patrocini del club amb Qatar. El 23 de juny va presentar el seu model de gestió i compromís social, indicant que l'entitat té molt de recorregut per fer en el camp de l'acció social i reclamant més implicació de tots els membres, des dels jugadors del primer equip de futbol a directius.
El 8 de juliol la Junta Electoral va anunciar que la precandidatura, amb 3.068 avals (en calien 2.534) passava el tall, i esdevenia oficialment candidatura a la presidència, conjuntament amb les de Toni Freixa, Joan Laporta, i Josep Maria Bartomeu.
El 18 de juliol se celebraren les votacions, i amb una participació de 47.270 socis (43,12% del cens), Josep Maria Bartomeu va obtenir 25.823 vots (54,63%) i va guanyar les eleccions. Joan Laporta obtingué 15.615 vots (33,03%), Agustí Benedito 3.386 vots (7,16%) i finalment, Toni Freixa 1.750 vots (3,70%).

### Vot de censura 2017
El mes de setembre del 2017 Benedito, juntament amb el soci Lluís Geli, inicia un vot de censura contra la junta del Barça presidida per Josep Maria Bartomeu. El va impulsar sota el pretext que el Barça "viu la pitjor crisi institucional" i principalment pel "vergonyós pacte amb la fiscalia pel cas Neymar".
Per aconseguir dur a terme la votació necessitava l'aval, en forma de signatura, del 15% dels socis del club, 16.570 persones. Va aconseguir reunir 12.504 suports el 27 de setembre, la data límit establerta pel club. Ara bé, Benedito va reclamar una vulneració dels drets, ja que argumentava que el termini s'hauria d'haver allargat fins al dia 2 d'octubre; el jutjat de primera instància número 34 de Barcelona li va acabar donant la raó.

### Eleccions a la presidència del FC Barcelona de 2021
L'agost de 2020 Benedito va anunciar la seva precandidatura per les XIV eleccions a la presidència del Futbol Club Barcelona. Una precandidatura que no es va poder arribar a formalitzar perquè no va assolir les signatures necessàries, quedant, d'aquesta manera, fora de la batalla electoral.